# Epilobium palatinum
Epilobium palatinum là một loài thực vật có hoa trong họ Anh thảo chiều. Loài này được F.W.Schultz mô tả khoa học đầu tiên năm 1851.